# Hiaat (verkeerskunde)

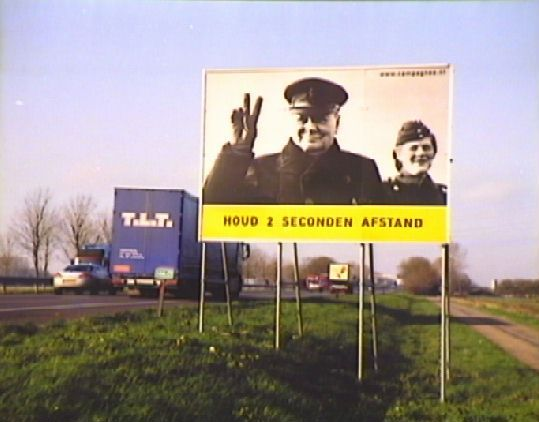
Een volgtijd van 2 seconde wordt aangeraden (foto: Rijkswaterstaat)

De term hiaat wordt in de verkeerskunde gebruikt om een tijd of afstand uit te drukken tussen voertuigen. Naast 'hiaat' worden ook de termen volgtijd en volgafstand gebruikt.
Voorbeelden:
- Verkeersdeelnemers moeten bij het oversteken van ongeregelde kruispunten een geschikt hiaat afwachten alvorens over te steken. Men spreekt van een geaccepteerd of geweigerd hiaat, afhankelijk van de keuze van de oversteker om over te steken of te blijven wachten op het volgende hiaat.
- Bij het rijden op de autosnelweg moet men een veilig hiaat in acht nemen tot de voorligger.
- Bij het inhalen op een tweestrooksweg moet men het hiaat inschatten dat men heeft ten opzichte van een tegemoetkomend voertuig en beslissen of dit hiaat voldoende is om de inhaalbeweging uit te voeren.
- Op een autoweg of autosnelweg worden soms door middel van blokrijden hiaten in de verkeersstroom gecreëerd door weginspecteurs van Rijkswaterstaat of andere wegbeheerders, als er een gevaarlijk voorwerp of gewond dier van de weg moet worden verwijderd.[1]
- Op een spoorweg wordt de minimale volgtijd begrensd door de onderlinge afstand van spoorwegseinen en het remvermogen van de treinen.